# Hornera nitens
Hornera nitens är en mossdjursart som beskrevs av Roemer 1863. Hornera nitens ingår i släktet Hornera och familjen Horneridae. Inga underarter finns listade i Catalogue of Life.